# VfL 06 Benrath
El VfL 06 Benrath es un equipo de fútbol del distrito de Benrath en Dusseldorf de la región de Renania del Norte-Westfalia.

## Historia
Fue fundado el 6 de abril de 1906 con el nombre Benrather FC. En 2010 se fusiona con el FC Hohenzollern Benrath-Hassels y pasa a ser el Benrather Fußball Verein. El 12 de junio de 1919 se fusiona con el club de gimnasia Turnclub Benrath y pasa a llamarse Verein für Leibesübungen Benrath 1906. En 1921 se une con otro equipo de gimnasia, el Turnverein 1881 Benrath y pasa a ser el  Turn- und Sportgemeinde 1881 Benrath. La fusión solo duró dos años ya que fue disuelta en 1923.
El VfL compite a nivel nacional por primera vez en 1930 luego de una exitorsa temporada en la liga de la zona oeste de Alemania. Llegó al playoff nacional donde perdió 0–1 contra el Eintracht Frankfurt en la ronda de 16. Una victoria en la Westdeutscherpokal (Copa del Oeste de Alemania) mandó a competir al equipo a nivel nacional nuevamente en 1932, volviendo a ser eliminado en octavos de final, esta vez ante el Hamburger SV (1–3). Gana otra Westdeutscherpokal en 1933 y vuelve a quedarse en la ronda de octavos de final, perdiendo 0:2 ante el SV München 1860.
Luego de que el fútbol alemán fuera reorganizado en 1933 a causa del Tercer Reich, la liga fue distribuida en 16 ligas regionales de primera división, y el VfL formó parte de la Gauliga Niederrhein. Logró éxito en las temporadas de 1934 y 1935 en las que salió campeón. En 1935 pierde en la semifinal nacional 2–4 ante el VfB Stuttgart. Al terminar en segundo lugar en 1936 el nivel del equipo disminuyó dramáticamente y a duras penas podía mantenerse en la Gauliga. Desciende en 1939 pero regresó para la temporada 1941–42 y se mantuvo en la primera división hasta que finalizó la Segunda Guerra Mundial. En ese periodo el club participó a nivel nacional en tres ocasiones (1935, 1936, 1939) y quedó eliminado en las primeras rondas de la Tschammerpokal, la antecesora de la DFB-Pokal.
Al finalizar la guerra, el Benrath jugó en la Bezirksliga Berg-Mark y clasifició a la final de la región de Niederrhein perdiendo 0-2 ante el Rot-Weiß Oberhausen. En 1947 formó parte de la Landesliga Niederrhein (III) y en 1949 clasificó a la 2nd Oberliga West (II) en la que jugó solo una temporada. Jugó en la segunda categoría nuevamente en la temporada de 1954–55 antes de pasar a ganar la Amateurliga Niederrhein (III) en 1957. Logra el título de categoría aficionada al vencer 4–2 al Alemannia 90 Berlin y regresa a la 2. Liga-West donde juega las siguientes cinco temporadas. El VfL finalizaba entre los peores equipos de la liga hasta que desciende en 1962 a la Amateurliga Niederrhein (III). Tras más de una década de resultados indiferentes, el club desciende a las ligas locales en 1973.

## Palmarés
- Westdeutscher Pokal: 2

1932, 1933
- Gauliga Niederrhein: 2 (I)

1934, 1935
- Campeonato alemán de fútbol de aficionados: 1

1957
- Bezirksliga: 1

2012